# Rullac-Saint-Cirq
Rullac-Saint-Cirq är en kommun i departementet Aveyron i regionen Occitanien i södra Frankrike. Kommunen ligger  i kantonen Réquista som ligger i arrondissementet Rodez. År 2022 hade Rullac-Saint-Cirq 342 invånare.

## Befolkningsutveckling
Antalet invånare i kommunen Rullac-Saint-Cirq
Referens: INSEE